# Ede North
Ede North es una localidad del estado de Osun, en Nigeria, con una población estimada en marzo de 2016 de 115 400 habitantes.
Se encuentra ubicada al suroeste del país, cerca de la ciudad de Lagos y de la costa del golfo de Guinea.